# Smalbandad dödgrävare
Smalbandad dödgrävare (Nicrophorus interruptus) är en skalbaggsart som beskrevs av Stephens 1830. Den ingår i släktet dödgrävare och familjen asbaggar. Inga underarter finns listade i Catalogue of Life.

## Beskrivning
Den smalbandade dödgrävaren är en övervägande svart skalbagge med brett huvud och (vanligen) två oregelbundna, brandgula tvärband på täckvingarna, vars kanter dessutom har gula, styva hår. Täckvingarna täcker inte hela bakkroppen; de sista, nakna segmenten har gul behåring. På buken har skalbaggarna gulbrun päls. Gamla (eller döda) exemplar kan ha den brandgula färgen mörknad till nästan brun. Hanarna har bredare framfötter än honorna. Kroppslängden varierar mellan 15 till 20 cm.

## Utbredning
Utbredningsomrdet sträcker sig från sydvästra Europa och Centraleuropa, samt glesnande genom Ryssland till Turkiet och Centralasien. Fynd har även gjorts i Nordafrika. Arten saknas på Färöarna, Island och öarna norr därom, på Irland, i Finland, delar av Balkan och på öarna i östra Medelhavet.
Arten har observerats i Sverige i Skåne, men den reproducerar sig inte. Inga säkra observationer har skett i landet under 1900- eller 2000-talet. Den saknas helt i Finland.

## Ekologi
Habitatet utgörs av lermarker och öppna, varma områden. Arten är skymnings- och nattaktiv.
Likt alla dödgrävare påträffas arten på kadaver av ryggradsdjur, som de ställer i ordning som mat åt larverna. Oftast hjälps flera individer åt att gräva ner kadavret. Därefter brukar djuren slåss inbördes tills bara en individ av varje kön finns kvar, vilka sedan parar sig. Ibland kör honan bort hanen direkt efter parningen, men det händer också att hanen stannar kvar och hjälper till att putsa och begrava kadavret. Honan lägger ägg på kadavret, vilka kläcks efter omkring fem dygn. Under de första dagarna efter kläckningen matar honan larverna, som har för svaga käkar för att äta själv. Därefter matar honan sin avkomma efter varje hudömsning, då käkarna åter är för svaga för att larverna skall kunna äta av födan. Först efter tredje hudömsningen är larverna tillräckligt starka för att kunna äta själva hela tiden. De vuxna skalbaggarna lever i komposter och annat ruttnande material där de livnär sig på larver av flugor och andra insekter.